# Flutter
Flutter — комплект средств разработки и фреймворк с открытым исходным кодом для создания мобильных приложений под Android и iOS, веб-приложений, а также настольных приложений под Windows, macOS и Linux с использованием языка программирования Dart, разработанный и развиваемый корпорацией Google.

## Архитектура
Основные составляющие комплекта — платформа Dart, движок Flutter, библиотека Foundation, наборы виджетов и средства разработки (Flutter DevTools). Основная заявленная особенность — высокая графическая производительность (возможность отображения 120 кадров в секунду).
Движок Flutter написан преимущественно на C++, поддерживает низкоуровневый рендеринг с помощью графической библиотеки Google Skia, имеет возможность взаимодействовать с платформозависимыми SDK под Android и iOS.
Библиотека Foundation, написанная на языке Dart, содержит основные классы и методы для создания приложений Flutter и взаимодействия с движком Flutter.
Дизайн пользовательского интерфейса приложений Flutter предполагает использование виджетов, описываемых как неизменяемые объекты какой-либо части пользовательского интерфейса. Все графические объекты, включая текст, формы и анимацию, создаются с помощью виджетов; комбинированием простых виджетов создаются сложные виджеты. С фреймворком поставляется два основных набора виджетов — Material Design (стиль Google) и Cupertino (стиль Apple). При этом создавать приложения Flutter можно и без виджетов, напрямую вызывая методы библиотеки Foundation для работы с канвой.
Из-за ограничений на динамическое выполнение кода в App Store, под iOS Flutter использует AOT-компиляцию. Широко используется такая возможность платформы Dart, как «горячая перезагрузка», когда изменение исходного кода применяется сразу в работающем приложении без необходимости его перезапуска.

## История
Первая версия выпущена в 2015 году под названием «Sky» и работала только для Android-приложений.
Полная поддержка создания веб-приложений появилась в версии Flutter 2.0 (март 2021 года), с этой же версии реализована поддержка создания настольных приложений для Windows, macOS и Linux и Google Fuchsia (в виртуальной машине Dart с JIT-компилятором).
12 мая 2022 года состоялся релиз Flutter 3 и Dart 2.17 со стабильной поддержкой всех десктопных платформ.
27 октября 2024 года сообщество разработчиков анонсировало форк Flock. Инициатором форка стал Мэтт Кэрролл, бывший сотрудник Google, ранее входивший в команду разработчиков Flutter. В качестве причины создания форка называется недостаточный объём ресурсов, которые компания Google вкладывает в проект.